# Chameyrat
Chameyrat är en kommun i departementet Corrèze i regionen Nouvelle-Aquitaine i de centrala delarna av Frankrike. Kommunen ligger  i kantonen Tulle-Campagne-Nord som tillhör arrondissementet Tulle. År 2022 hade Chameyrat 1 492 invånare.

## Befolkningsutveckling
Antalet invånare i kommunen Chameyrat
Referens:INSEE